# Neuroleon (Neuroleon) stenopterus
Neuroleon (Neuroleon) stenopterus is een insect uit de familie van de mierenleeuwen (Myrmeleontidae), die tot de orde netvleugeligen (Neuroptera) behoort. 
Neuroleon (Neuroleon) stenopterus is voor het eerst wetenschappelijk beschreven door Navás in 1933.